# Borovici
Borovici (ru. Боровичи) este un oraș din Regiunea Novgorod, Federația Rusă și are o populație de 57.755 locuitori.

## Localizare
Orașul este situat pe pantele nordice ale podișului Valdai, pe valea râului Msta, la o distanță de 194 km est de Novgorod. Pe valea râului, în amonte de Borovici se găsesc Cascadele Msta, o atracție turistică importantă a zonei.